# Holland Sport in het seizoen 1970/71
Het seizoen 1970/1971 was het 17e en laatste jaar in het bestaan van de Haagse betaaldvoetbalclub Holland Sport. De club kwam uit in de Eredivisie en eindigde daarin op de 15e plaats. Tevens deed de club mee aan het toernooi om de KNVB beker, hierin werd in de derde ronde verloren van GVAV (1–2). Aan het eind het seizoen fuseerde de club met ADO en ging verder onder de naam FC Den Haag-ADO.

## Wedstrijdstatistieken

### Eredivisie
|       | ADO   | Ajax  | AZ '67 | DWS   | Excelsior | Feijenoord | Go Ahead | Haarlem | MVV   | NAC   | N.E.C. | PSV   | Sparta | Telstar | FC Twente '65 | FC Utrecht | Volendam |
| ----- | ----- | ----- | ------ | ----- | --------- | ---------- | -------- | ------- | ----- | ----- | ------ | ----- | ------ | ------- | ------------- | ---------- | -------- |
| Thuis | 2 – 3 | 0 – 3 | 3 – 1  | 1 – 1 | 2 – 3     | 2 – 3      | 2 – 2    | 1 – 1   | 1 – 1 | 0 – 0 | 1 – 0  | 0 – 5 | 0 – 2  | 1 – 1   | 0 – 0         | 1 – 1      | 2 – 1    |
| Uit   | 0 – 0 | 2 – 1 | 3 – 3  | 0 – 0 | 1 – 0     | 6 – 1      | 4 – 0    | 1 – 1   | 0 – 1 | 3 – 4 | 1 – 1  | 3 – 0 | 1 – 0  | 1 – 1   | 3 – 1         | 2 – 1      | 1 – 0    |

### KNVB beker
| 1e ronde                                   | Holland Sport                                                 | 4 – 0 (1 – 0) | RBC                      |
| 16 augustus 1970 Plaats: Den Haag Houtrust | Paul Roodnat 41' Theo Valkenhoff 56' Sjaak Roggeveen 62', 83' |               |                          |
| 2e ronde                                   |                                                               | Vrijgeloot    |                          |
|                                            |                                                               |               |                          |
| 3e ronde                                   | GVAV                                                          | 2 – 1 (1 – 0) | Holland Sport            |
| 14 maart 1971 Plaats: Groningen Oosterpark | Bjarne Jensen 32', 53'                                        |               | 70' (e.d.) Henk Cornelis |

## Statistieken Holland Sport 1970/1971

### Eindstand Holland Sport in de Nederlandse Eredivisie 1970 / 1971
| Stand | Gespeeld | Gewonnen | Gelijk | Verloren | Punten | Doelpunten voor | Doelpunten tegen |
| ----- | -------- | -------- | ------ | -------- | ------ | --------------- | ---------------- |
| 15e   | 34       | 5        | 14     | 15       | 24     | 34              | 60               |

### Topscorers
| #      | Naam                | Goal |
| ------ | ------------------- | ---- |
| 1.     | Sjaak Roggeveen     | 15   |
| 2.     | Frans van der Heide | 5    |
| 2.     | Joop van Maurik     | 5    |
| 4.     | Hans Dorjee         | 2    |
| 4.     | Bennie Roode        | 2    |
| 4.     | Paul Roodnat        | 2    |
| 7.     | Robbie van der Bol  | 1    |
| 7.     | Ilija Mitić         | 1    |
| 7.     | Theo Valkenhoff     | 1    |
| Totaal | Totaal              | 34   |

| #              | Naam                 | Goal |
| -------------- | -------------------- | ---- |
| 1.             | Sjaak Roggeveen      | 2    |
| 2.             | Paul Roodnat         | 1    |
| 2.             | Theo Valkenhoff      | 1    |
| Eigen doelpunt |                      |      |
|                | Henk Cornelis (GVAV) | 1    |
| Totaal         | Totaal               | 7    |

## Voetnoten
ADO ·
Ajax ·
AZ '67 ·
DWS ·
Excelsior ·
Feijenoord ·
Go Ahead ·
Haarlem ·
Holland Sport ·
MVV ·
NAC ·
N.E.C. ·
PSV ·
Sparta ·
Telstar ·
FC Twente '65 ·
FC Utrecht ·
Volendam